# Longitarsus brisouti
Longitarsus brisouti es una especie de insecto coleóptero de la familia Chrysomelidae. Fue descrita científicamente en 1912 por Heikertinger.